# Aphytis libanicus
Aphytis libanicus är en stekelart som beskrevs av Traboulsi 1969. Aphytis libanicus ingår i släktet Aphytis och familjen växtlussteklar.
Artens utbredningsområde är:
- Egypten.
- Iran.
- Italien.
- Libanon.
- Israel.
- Turkiet.

Inga underarter finns listade i Catalogue of Life.